# Lòng trắc ẩn

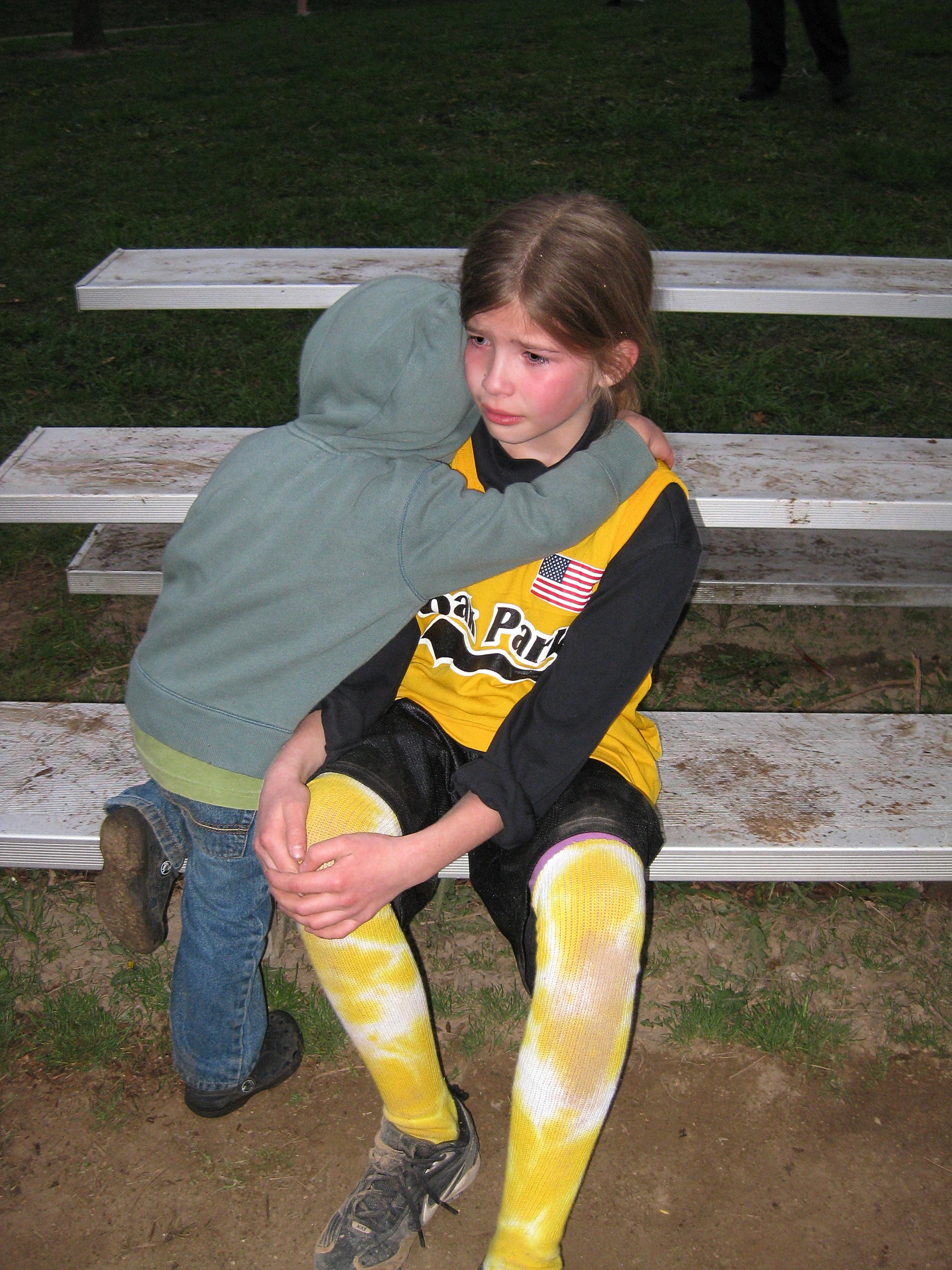
Một đứa trẻ tỏ lòng trắc ẩn với một đứa trẻ khác.

Lòng trắc ẩn hay lòng thương cảm hay lòng từ bi thúc đẩy mọi người vượt qua giới hạn của bản thân để giúp đỡ những nỗi đau về thể xác, tinh thần hoặc cảm xúc của người khác và chính họ. Lòng trắc ẩn thường được coi là có sự nhạy cảm, một khía cạnh cảm xúc đối với sự đau khổ. Tuy vậy, khi dựa trên các khái niệm não như sự công bằng, công lý và sự phụ thuộc lẫn nhau, nó có thể được coi là có bản chất hợp lý và những hành động xuất phát từ lòng trắc ẩn được coi là dựa trên sự đánh giá hợp lý. Ngoài ra còn có một khía cạnh của kích thước bằng nhau, như vậy lòng trắc ẩn của một cá nhân thường được gán cho các thuộc tính như "chiều sâu", "sức sống" hoặc " niềm đam mê ". Lòng trắc ẩn liên quan đến "cảm giác đối với người khác" và là tiền thân của sự đồng cảm, năng lực "cảm giác sự vật dưới con mắt  của một người khác" đối với những hành động tốt hơn của con người làm trung tâm; nói chung, lòng trắc ẩn tích cực là mong muốn làm giảm bớt đau khổ của người khác.
Lòng trắc ẩn liên quan đến việc cho phép bản thân chúng ta bị lay động bởi đau khổ và trải nghiệm động lực để giúp giảm bớt và ngăn chặn nó. Một hành động của lòng trắc ẩn được xác định bởi sự hữu ích của nó. Phẩm chất của lòng trắc ẩn là sự kiên nhẫn và trí tuệ; Lòng tốt và sự kiên trì; ấm áp và quyết tâm. Nó thường, mặc dù không chắc chắn, thành phần chính trong những gì thể hiện trong bối cảnh xã hội là lòng vị tha. Biểu hiện của lòng trắc ẩn có xu hướng phân cấp, gia trưởng và kiểm soát trong các phản ứng. Sự khác biệt giữa sự cảm thông và lòng trắc ẩn là sự cảm thông phản ứng với đau khổ từ cội rễ là sự lo lắng trong khi lòng trắc ẩn phản ứng với đau khổ xuất phát từ sự ấm áp và quan tâm.